# Dalea pinnata
Dalea pinnata är en ärtväxtart som först beskrevs av Johann Friedrich Gmelin, och fick sitt nu gällande namn av Rupert Charles Barneby. Dalea pinnata ingår i släktet Dalea, och familjen ärtväxter.

## Underarter
Arten delas in i följande underarter:
- D. p. pinnata
- D. p. trifoliata

## Bildgalleri

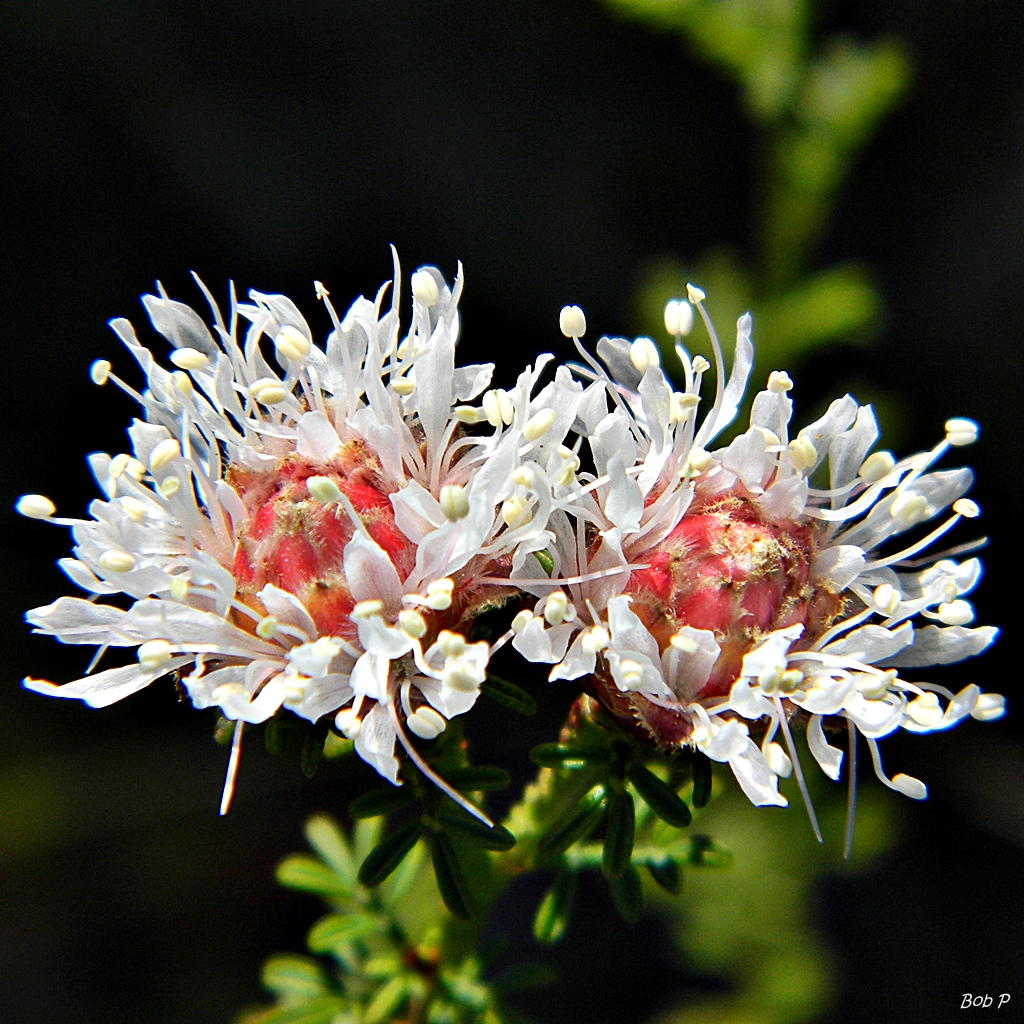
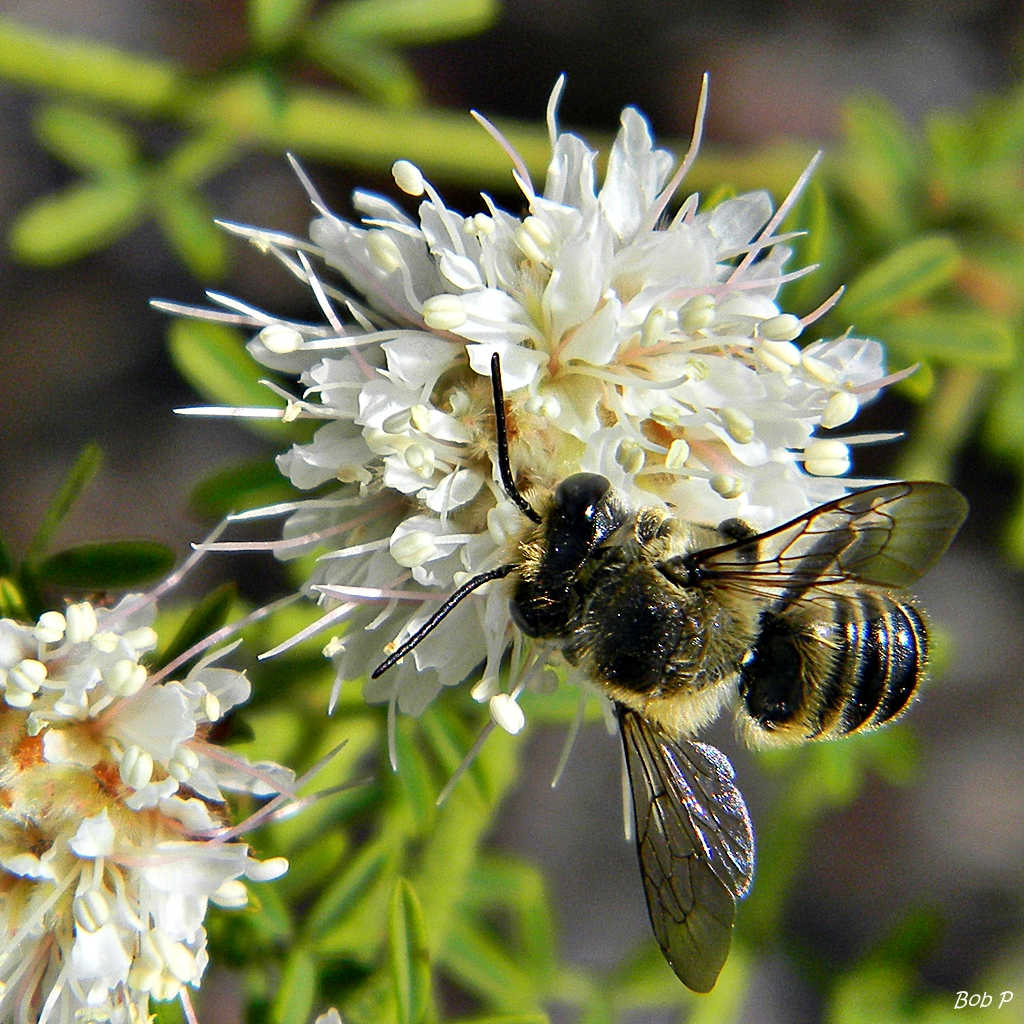
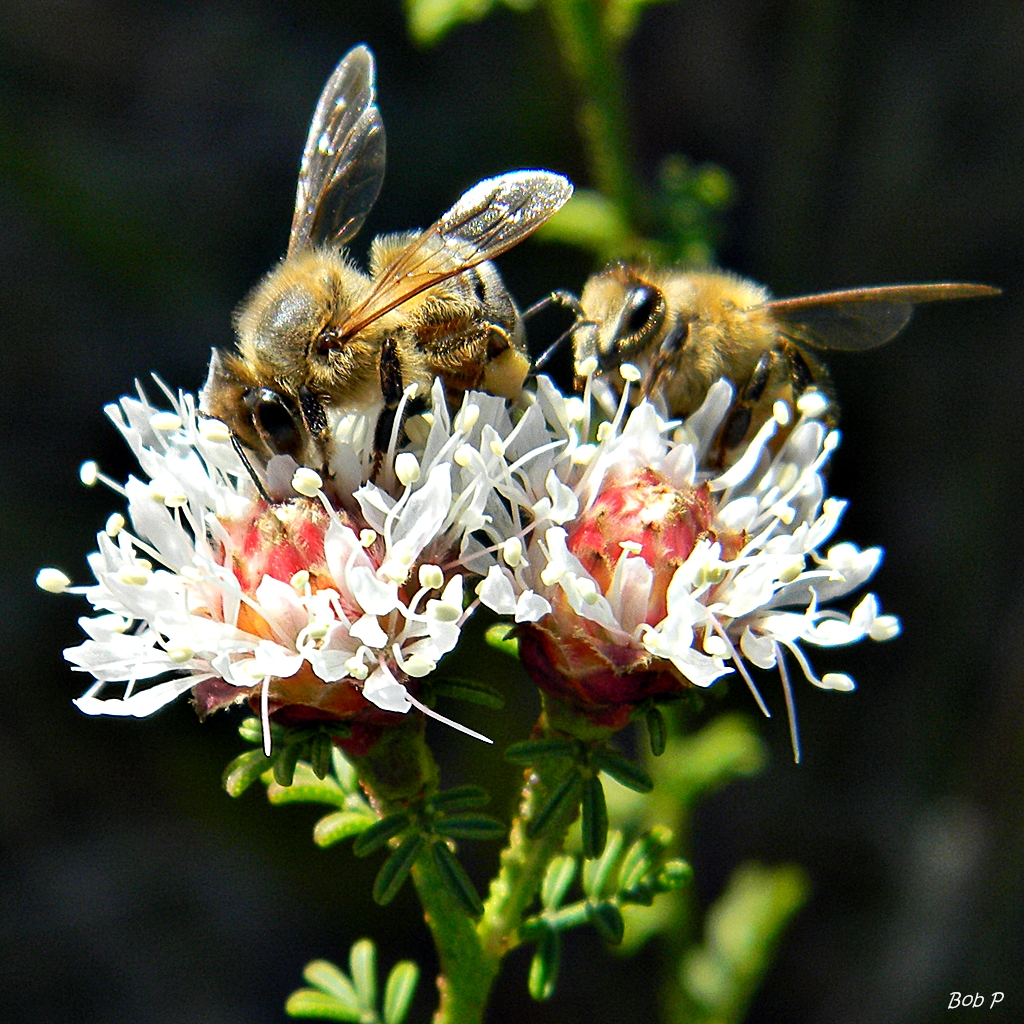